# Specklinia
Specklinia – rodzaj roślin z rodziny storczykowatych (Orchidaceae). Obejmuje 109 gatunków występujących w Ameryce Połuniowej i Środkowej w takich krajach jak: Argentyna, Belize, Boliwia, Brazylia, Kolumbia, Kostaryka, Kuba, Dominikana, Ekwador, Salwador, Gujana Francuska, Gwatemala, Gujana, Haiti, Honduras, Jamajka, Leeward Islands, Meksyk, Nikaragua, Panama, Peru, Surinam, Wenezuela.

## Systematyka
Rodzaj sklasyfikowany do podplemienia Pleurothallidinae w plemieniu Epidendreae, podrodzina epidendronowe (Epidendroideae), rodzina storczykowate (Orchidaceae), rząd szparagowce (Asparagales) w obrębie roślin jednoliściennych.
Wykaz gatunków
- Specklinia absurda Bogarín, Karremans & Rincón
- Specklinia acanthodes (Luer) Pridgeon & M.W.Chase
- Specklinia acicularis (Ames & C.Schweinf.) Pridgeon & M.W.Chase
- Specklinia acoana Bogarín
- Specklinia acrisepala (Ames & C.Schweinf.) Pridgeon & M.W.Chase
- Specklinia acutiflora (Ruiz & Pav.) Pupulin
- Specklinia alabidentata Sambin & Aucourd
- Specklinia alajuelensis Karremans & Pupulin
- Specklinia alexii (A.H.Heller) Pridgeon & M.W.Chase
- Specklinia alta (Luer) Luer
- Specklinia areldii (Luer) Pridgeon & M.W.Chase
- Specklinia barbae (Schltr.) Luer
- Specklinia barbelifera Karremans, Salguero & Bogarín
- Specklinia barbosana (De Wild.) Campacci
- Specklinia berolinensis Bogarín
- Specklinia bicornis (Luer) Pridgeon & M.W.Chase
- Specklinia blancoi (Pupulin) Soto Arenas & Solano
- Specklinia brighamella (Luer) Pridgeon & M.W.Chase
- Specklinia brighamii (S.Watson) Pridgeon & M.W.Chase
- Specklinia cactantha (Luer) Pridgeon & M.W.Chase
- Specklinia calderae (Luer) Luer
- Specklinia calyptrostele (Schltr.) Pridgeon & M.W.Chase
- Specklinia campylotyle (P.Ortiz) Pridgeon & M.W.Chase
- Specklinia caulophryne S.Vieira-Uribe & Karremans
- Specklinia chontalensis (A.H.Heller & A.D.Hawkes) Luer
- Specklinia ciliifera (Luer) Luer
- Specklinia colombiana (Garay) Pridgeon & M.W.Chase
- Specklinia condylata (Luer) Pridgeon & M.W.Chase
- Specklinia corniculata (Sw.) Mutel
- Specklinia coronula (Luer) Luer
- Specklinia costaricensis (Rolfe) Pridgeon & M.W.Chase
- Specklinia cucumeris (Luer) Bogarín & Karremans
- Specklinia curtisii (Dod) Pridgeon & M.W.Chase
- Specklinia cycesis (Luer & R.Escobar) Luer
- Specklinia daviesii Archila, Jiménez Rodr. & Véliz
- Specklinia digitale (Luer) Pridgeon & M.W.Chase
- Specklinia displosa (Luer) Pridgeon & M.W.Chase
- Specklinia dodii (Garay) Luer
- Specklinia dressleri (Luer) Bogarín & Karremans
- Specklinia dunstervillei Karremans, Pupulin & Gravend.
- Specklinia endotrachys (Rchb.f.) Pridgeon & M.W.Chase
- Specklinia erecta Luer & Toscano
- Specklinia exilis (C.Schweinf.) Luer
- Specklinia feuilletii Luer
- Specklinia flosculifera (Luer) Luer
- Specklinia formondii (Dod) Pridgeon & M.W.Chase
- Specklinia fuegi (Rchb.f.) Solano & Soto Arenas
- Specklinia fulgens (Rchb.f.) Pridgeon & M.W.Chase
- Specklinia gersonii Bogarín & Karremans
- Specklinia glandulosa (Ames) Pridgeon & M.W.Chase
- Specklinia gracillima (Lindl.) Pridgeon & M.W.Chase
- Specklinia grisebachiana (Cogn.) Luer
- Specklinia grobyi (Bateman ex Lindl.) F.Barros
- Specklinia guanacastensis (Ames & C.Schweinf.) Pridgeon & M.W.Chase
- Specklinia hymenantha (Lindl.) F.Barros & V.T.Rodrigues
- Specklinia icterina Bogarín
- Specklinia jesupii (Luer) Luer
- Specklinia juddii (Archila) Archila
- Specklinia lanceola (Sw.) Lindl.
- Specklinia lentiginosa (F.Lehm. & Kraenzl.) Pridgeon & M.W.Chase
- Specklinia leptantha (Schltr.) Luer
- Specklinia lichenicola (Griseb.) Pridgeon & M.W.Chase
- Specklinia lugduno-batavae Karremans, Bogarín & Gravend.
- Specklinia luis-diegoi (Luer) Luer
- Specklinia macayensis A.Doucette
- Specklinia marginalis (Rchb.f.) F.Barros
- Specklinia mazei (Urb.) Luer
- Specklinia microphylla (A.Rich. & Galeotti) Pridgeon & M.W.Chase
- Specklinia minuta (Ames & C.Schweinf.) Luer
- Specklinia mitchellii (Dod) Luer
- Specklinia montezumae (Luer) Luer
- Specklinia morganii (Luer) Luer
- Specklinia mornicola (Mansf.) Luer
- Specklinia pectinifera Luer & Hirtz
- Specklinia pereziana Kolan.
- Specklinia pertenuis (C.Schweinf.) Karremans & Gravend.
- Specklinia pfavii (Rchb.f.) Pupulin & Karremans
- Specklinia picta (Lindl.) Pridgeon & M.W.Chase
- Specklinia pisinna (Luer) Solano & Soto Arenas
- Specklinia producta (Luer) Pridgeon & M.W.Chase
- Specklinia psichion (Luer) Luer
- Specklinia purpurella (Luer) Pridgeon & M.W.Chase
- Specklinia recula (Luer) Luer
- Specklinia remotiflora Pupulin & Karremans
- Specklinia rinkei (Luer) J.M.H.Shaw
- Specklinia rubidantha Chiron & Xim.Bols.
- Specklinia schaferi (Ames) Luer
- Specklinia scolopax (Luer & R.Escobar) Pridgeon & M.W.Chase
- Specklinia simmleriana (Rendle) Luer
- Specklinia spectabilis (Ames & C.Schweinf.) Pupulin & Karremans
- Specklinia spiloporphyrea (Dod) Luer
- Specklinia stillsonii (Dod) Pridgeon & M.W.Chase
- Specklinia striata (H.Focke) Luer
- Specklinia subpicta (Schltr.) F.Barros
- Specklinia succulenta Bellone & Archila
- Specklinia tenax (Luer & R.Escobar) Pridgeon & M.W.Chase
- Specklinia tirimbina Karremans, Salguero & M.Cedeño
- Specklinia tribuloides (Sw.) Pridgeon & M.W.Chase
- Specklinia trichyphis (Rchb.f.) Luer
- Specklinia trilobata (Luer) Pridgeon & M.W.Chase
- Specklinia tubelliflora Karremans & M.Díaz
- Specklinia turrialbae (Luer) Luer
- Specklinia unicornis (Luer) Pridgeon & M.W.Chase
- Specklinia unistriata (Rolfe) Karremans
- Specklinia vierlingii Baumbach
- Specklinia viridiflora (Seehawer) F.J.de Jesus, M.R.Miranda & Chiron
- Specklinia vittariifolia (Schltr.) Pridgeon & M.W.Chase
- Specklinia wrightii (Rchb.f.) Luer
- Specklinia yucatanensis (Ames & C.Schweinf.) Pridgeon & M.W.Chase